# Celama phaotermina
Celama phaotermina är en fjärilsart som beskrevs av George Francis Hampson 1918. Celama phaotermina ingår i släktet Celama och familjen trågspinnare. Inga underarter finns listade i Catalogue of Life.